# بيوي كوانغ هوي
بيوي كوانغ هوي (بالفيتنامية: Bùi Quang Huy) هو لاعب كرة قدم فيتنامي في مركز حراسة المرمى، ولد في 24 يوليو 1982 في تاي ننه في فيتنام. شارك مع منتخب فيتنام تحت 23 سنة لكرة القدم ومنتخب فيتنام لكرة القدم. أما مع النوادي، فقد لعب مع Vissai Ninh Bình FC ‏.

## وصلات خارجية
- بيوي كوانغ هوي على موقع قاعدة بيانات كرة القدم.إي يو (الإنجليزية)
- بيوي كوانغ هوي على موقع ناشيونال فوتبول تيمز (الإنجليزية)
- بيوي كوانغ هوي على موقع Soccerway.com (الإنجليزية)